# Élection présidentielle nord-chypriote de 2015
L'élection présidentielle nord-chypriote de 2015 a lieu le 19 avril et 26 avril 2015 afin d'élire le président de la république turque de Chypre du Nord. Le président sortant Derviş Eroğlu arrive en tête du premier tour suivi de Mustafa Akıncı. Ce dernier l'emporte au second avec plus de 60 % des suffrages en mettant notamment en avant sa volonté d’œuvrer pour les pourparlers de réunification avec la partie sud de l'île.

## Système électoral
Le Président de la République turque de Chypre du Nord est élu au scrutin uninominal majoritaire à deux tours pour un mandat de cinq ans renouvelable une seule fois. Si aucun candidat ne recueille la majorité absolue des suffrages exprimés au premier tour, les deux candidats arrivés en tête s'affrontent lors d'un second organisé sept jours plus tard, et celui recueillant le plus de voix est déclaré élu.

## Résultats
| Candidats                | Candidats                | Partis                   | 1er tour | 1er tour | 2e tour | 2e tour |
| Candidats                | Candidats                | Partis                   | Voix     | %        | Voix    | %       |
| ------------------------ | ------------------------ | ------------------------ | -------- | -------- | ------- | ------- |
|                          | Derviş Eroğlu            | UBP, KKTC                | 30 328   | 28,15    | 43 764  | 39,50   |
|                          | Mustafa Akıncı           | TDP                      | 29 030   | 26,94    | 67 035  | 60,50   |
|                          | Sibel Siber              | CTP                      | 24 271   | 22,53    |         |         |
|                          | Kudret Özersay           | Indépendant              | 22 873   | 21,23    |         |         |
|                          | Arif Salih Kırdağ        | Indépendant              | 530      | 0,49     |         |         |
|                          | Mustafa Onurer           | Indépendant              | 428      | 0,40     |         |         |
|                          | Mustafa Ulaş             | Indépendant              | 259      | 0,24     |         |         |
|                          |                          |                          |          |          |         |         |
| Votes valides            | Votes valides            | Votes valides            | 107 741  | 96,68    | 108 120 | 96,58   |
| Votes blancs et nuls     | Votes blancs et nuls     | Votes blancs et nuls     | 2 562    | 2,32     | 2 679   | 2,42    |
| Total                    | Total                    | Total                    | 110 303  | 100      | 110 799 | 100     |
| Abstention               | Abstention               | Abstention               | 66 613   | 37,65    | 66 181  | 35,88   |
| Inscrits / participation | Inscrits / participation | Inscrits / participation | 176 916  | 62,35    | 176 980 | 64,12   |